# Samuel Buckle

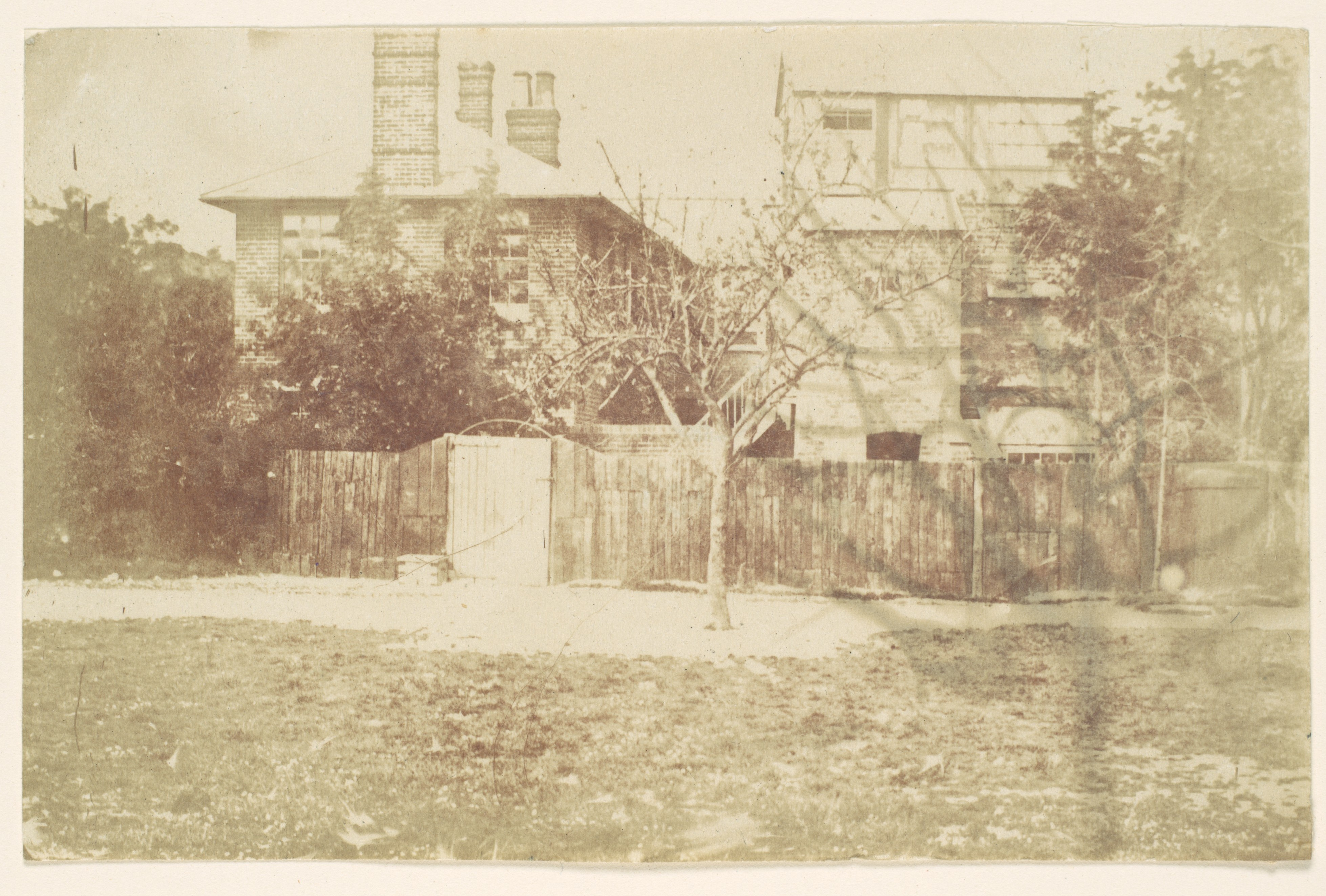
Strom ve dvoře

Samuel Buckle (14. září 1808 Orton Longueville - 1860 Royal Leamington Spa) byl anglický amatérský fotograf a průkopník fotografie.

## Životopis
Narodil se 14. září 1808 v Orton Longueville jako syn žokeje Francise Buckleho. Samuel Buckle byl manažerem pivovaru v Peterboroughu v letech 1841 - 1853, než byl prodán. V roce 1845 se oženil s Annou Ballovou. Žil s ní v lázních Royal Leamington od roku 1853 až do své smrti v roce 1860. V posledních letech svého života byl vážně nemocný.

## Dílo

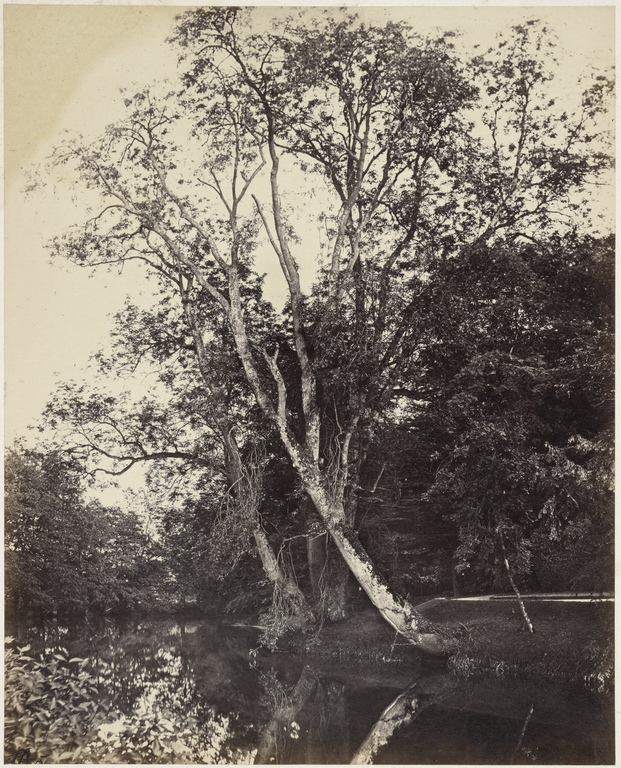
Studie, negativ: 1855, tisk: Francis Frith, 1865

Buckle začal experimentovat s fotografií již v roce 1851 a v témže roce vystavoval své snímky na Světové výstavě, kde získala medaili Rady Council Medal jako jeden ze dvou britských fotografů, kteří získali toto nejvyšší ocenění. Dále prezentoval svá díla v roce 1852 na výstavě Exhibition of Recent Specimens of Photography a na dalších výstavách až do roku 1857. Udržoval kontakty s mnoha dalšími ranými anglickými fotografy, včetně Williama Foxe Talbota. Většina jeho pozůstalé práce byla provedena technikou kalotypie, ale v roce 1858 pracoval s novějším mokrým kolodiovým procesem. V zadní části svého domu měl vlastní rozsáhlou laboratoř a studio, kde se zdálo, že pracoval většinou pro vlastní potěšení. Buckleho komerční fotografie nejsou známy, ale prodával fotografické kamery a fotografii vyučoval, mimo jiné Thomase Heskethe Biggse nebo Arthura Schomberga Kerra. Jeho specializací nebyly portréty, ale krajina. V roce 1853 nechal vyrobit album Calotype Pictures s 30 výtisky. Celkem 9 tisků jeho díla koupil kníže Albert v roce 1854. Byl také vynálezcem štětce "Buckle Brush", jednoduchého nástroje vyrobeného ze skleněné trubice a bavlněné vlny, kterým potahoval kalotypový papír.
V muzeu Getty se nachází několik Buckleových snímků, které po jeho smrti z jeho negativů nazvětšoval Francis Frith.